# Kežmarok
Kežmarok és una ciutat d'Eslovàquia. Es troba a la regió de Prešov, és capital del districte de Kežmarok.

## Història
La primera referència escrita de la vila data del 1251.

## Demografia
| Godina             | 1994   | 2004   | 2014   | 2024   |
| ------------------ | ------ | ------ | ------ | ------ |
| Nombre de persones | 17.796 | 17.179 | 16.636 | 15.145 |
| Diferència         |        | −3,46% | −3,16% | −8,96% |

| Godina             | 2023   | 2024   |
| ------------------ | ------ | ------ |
| Nombre de persones | 15.238 | 15.145 |
| Diferència         |        | −0,61% |

## Ciutats agermanades
- Lanškroun, República Txeca
- Příbram, República Txeca
- Lesneven, França
- Kupiškis, Lituània
- Hajdúszoboszló, Hongria
- Weilburg, Alemanya
- Bochnia, Polònia
- Gliwice, Polònia
- Nowy Targ, Polònia
- Zgierz, Polònia

1. 1 2  «Počet obyvateľov podľa pohlavia - obce (ročne) [om7101rr_obce=AREAS_SK]».   Statistical Office of the Slovak Republic, 31-03-2025. [Consulta: 31 març 2025].